# Radosław Wiśniewski (entrepreneur)
Radosław Michał Wiśniewska (né le 9 avril 1971, à Konin) est un entrepreneur et médecin polonais, fondateur et président de l'entreprise Redan, ainsi que créateur de la marque Top Secret.

## Biographie
Radosław Wiśniewski nait à Konin, mais grandit et étudie à Łódź. Il obtient un diplôme de médecine à la faculté de médecine de l'Académie de médecine de Łódź,, tout en gérant un magasin, une usine de confection et en important des vêtements d'Asie pendant ses études. Il suit également une formation au Centre polono-américain de gestion, dans le cadre d'un programme conjoint de l'Université du Maryland et de l'Université de Łódź, obtenant un titre de MBA,.
En 1995, il fonde l'entreprise Redan, dont il devient l'actionnaire majoritaire et le président,, et crée la marque Top Secret. Il est également cofondateur, actionnaire et membre du conseil d'administration de Real Development Group. Il a cofondé Naprzód SA (aujourd'hui sous le nom de Rekeep Polska) ainsi que Hotele ADC sp. z o.o. En 2000, il crée la fondation Happy Kids, qui gère un réseau de 17 foyers familiaux pour enfants en Pologne,. Il est également le fondateur et mécène de la Fondation « Łódź ». En 2011, il remporte le titre de Citoyen de l'année de Łódź dans un concours organisé par Radio Łódź. Il est membre du conseil de la Fondation « JiM » et du Conseil pour l'entrepreneuriat de l'Université de Łódź.
En 2004, selon l'hebdomadaire Wprost, il occupe la 51e place parmi les Polonais les plus riches, avec une fortune estimée à 290 millions de PLN.

### Controverses
En 2004, il est arrêté pour suspicion de versement de pots-de-vin à des fonctionnaires de la douane polonaise. Les activités de son entreprise sont entièrement bloquées par des douaniers agissant au sein d'un groupe criminel organisé. Wiśniewski reconnait avoir versé des avantages financiers extorqués par ce groupe criminel, d'un montant de 37 000 USD et 25 000 PLN,. Les contrôles ultérieurs confirment l'absence de justification pour le blocage des activités de l'entreprise et l'abus de pouvoir par les contrôleurs.

## Vie privée
Il est marié à Piengjai Wiśniewska, issue de la minorité chinoise en Thaïlande,, avec laquelle il a deux enfants. Sa fille est Aleksandra Wiśniewska, militante sociale et députée à la diète , épouse de l'astronaute Sławosz Uznański.

## Distinctions
- Finaliste du concours « Entrepreneur de l'année » d'Ernst & Young (2004)[22],[23],
- Titre de Citoyen de l'année de Łódź (2011)[3],
- Médaille du 600e anniversaire de Łódź (2023)[24].